# Joseph Cooper
Joseph Cooper (27 de dezembro de 1985) é um ciclista profissional neozelandês. É profissional desde 2007, quando estreia com a equipa Discovery Channel-Marco Polo.

## Palmarés
| - 2007 - 2.º no Campeonato Oceânico Contrarrelógio - 2009 - 2.º no Campeonato da Nova Zelândia em Estrada - 2010 - 1 etapa do Tour de Southland - 2013 - Campeonato da Nova Zelândia Contrarrelógio - 1 etapa do New Zealand Cycle Classic - 1 etapa do Tour de Southland - 3.º no Campeonato Oceânico Contrarrelógio - 1 etapa do Tour da Tasmânia - 2014 - Campeonato Oceânico Contrarrelógio - 1 etapa do Tour de Southland | - 2015 - Campeonato da Nova Zelândia em Estrada - 1 etapa do New Zealand Cycle Classic - 1 etapa do Tour de Southland - 2.º no Campeonato da Nova Zelândia Contrarrelógio - 2016 - 2.º no Campeonato Oceânico Contrarrelógio - 3.º no Campeonato da Nova Zelândia Contrarrelógio - 2017 - Campeonato da Nova Zelândia em Estrada - New Zealand Cycle Classic - 2 etapas do Tour da China I - 1 etapa do Tour de Hainan - 2018 - 1 etapa do Tour da Coreia |

## Equipas
- Discovery Channel-Marco Polo (2007)
- Subway-Avanti (2009-2010)
- Huon Salmon-Genesys Wealth Advisers (2013)
- IsoWhey Sports SwissWellness team (2014-2018)
  - Avanti Racing Team (2014-2015)
  - Avanti IsoWhey Sports (2016)
  - IsoWhey Sports SwissWellness team (2017)
  - Bennelong SwissWellness Cycling Team p/b Cervelo (2018)
- Team BridgeLane (2019-2020)